# Henry Farrell
Pour les articles homonymes, voir Farrell.
Œuvres principales
- Qu'est-il arrivé à Baby Jane ?
- Le Chant de la sirène

Henry Farrell (27 septembre 1920 - 29 mars 2006) est un romancier et scénariste américain, surtout connu comme l'auteur de Qu'est-il arrivé à Baby Jane ?, porté à l'écran par Robert Aldrich sous le même titre et mettant en vedette Bette Davis et Joan Crawford.

## Biographie
Né Charles Farrell Myers en Californie, il grandit à Coalinga. Sous le nom de Charles H. Myer, il écrit le Toffee, des histoires courtes.  Plus tard, sous le pseudonyme de Henry Farrell, il rédige son premier roman, L'Otage, publié en 1959.

## Œuvre

### Romans
- L'Otage, Bruxelles, Dupuis, coll. Mi-nuit, 1966 ((en) The Hostage, 1959)
- Qu'est-il arrivé à Baby Jane ?, Marabout, 1964 ((en) What ever happened to Baby Jane, 1960)Rééditions : Paris, Bourgois, coll. Série B, 1982 ; Paris, J'ai lu, 1984
- Six jours à vivre, Paris, Gallimard, coll. Panique n°14, 1963 ((en) Death on the Sixth Day, 1961)
- (en) How Awful About Allan, 1963
- Le Chant de la sirène, Paris, Gallimard, Série noire n°1194, 1968 ((en) Such a gorgeous kid like me, 1967)Réédition sous le titre Une belle fille comme moi, Paris, Gallimard, Carré noir n°82, 1972

### Nouvelles
- (en) Whatever Happened to Cousin Charlotte?
- (en) The Eyes of Charles Sand
- (en) Where Beauty Lies
- (en) The Do-Gooder

## Filmographie

### Scénarios écrits pour le cinéma
- 1964 : Hush… Hush, Sweet Charlotte de Robert Aldrich
- 1971 : What's the Matter with Helen? de Curtis Harrington avec Shelley Winters

### Scénarios écrits pour la télévision
- 1961 : Jaws of Darkness pour la série C'est arrivé à Sunrise, saison 1, épisode 14 (diffusion, le 31 décembre 1961)
- 1962 : Where Beauty Lies pour le Alfred Hitchcock présente, saison 7, épisode 38 (diffusion, le 26 juin 1962)
- 1965 : The Case of the Wrathful Wraith pour la série Perry Mason, saison 9, épisode 9 (diffusion, le 7 novembre 1965)
- 1966 : The Case of the Bogus Buccaneers pour la série Perry Mason, saison 9, épisode 15 (diffusion, le 9 janvier 1966)
- 1970 : The House that Would Not Die (1970), téléfilm
- 1971 : How Awful About Allan (1970), téléfilm
- 1972 : The Eyes of Charles Sand (1972), téléfilm

### Adaptations de romans de Farrell
- 1962 : Qu'est-il arrivé à Baby Jane ? de Robert Aldrich
- 1972 : Une belle fille comme moi de François Truffaut

## Prix et distinctions
- Prix Edgar-Allan-Poe 1965 du meilleur scénario pour Hush... Hush, Sweet Charlotte